# Terobiella scutata
Terobiella scutata är en stekelart som först beskrevs av Girault 1931.  Terobiella scutata ingår i släktet Terobiella och familjen puppglanssteklar. Inga underarter finns listade i Catalogue of Life.